# Museo de Arte Moderno de Tarragona
El museo de Arte Moderno (en catalán: Museu d'Art Modern) de la Diputación de Tarragona fue creado en 1976 para promover el estudio y el conocimiento del arte moderno y contemporáneo y, asimismo, para conservar y mostrar su patrimonio artístico y compartirlo con la comunidad. Se constituyó con esa finalidad, pues el Museo, dotado de una biblioteca auxiliar, es un centro de documentación y archivo fotográfico. El edificio que acoge el Museo, situado en la Parte Alta de Tarragona, es fruto de la unión de tres casas del siglo XVIII y rehabilitado por el arquitecto Jaume Mutlló. En el año 1991 fue inaugurada la restauración y el acondicionamiento estructural tal como se conoce actualmente.
En 2008 el Museo de Arte Moderno presentó la renovación de su exposición permanente con un nuevo proyecto museográfico que aporta un importante carácter didáctico a la presentación de las colecciones.
Para facilitar el acercamiento del arte a un amplio sector de público infantil y juvenil, el Museo de Arte Moderno ofrece a los centros de enseñanza, mediante el MAMT Pedagógico, la posibilidad de realizar visitas guiadas para grupos escolares, a partir de los tres años, con la concertación previa de cita. El Servicio Pedagógico amplía anualmente su oferta pedagógica a fin de involucrar a la comunidad docente en el aprendizaje del conocimiento del arte moderno y contemporáneo.

## Historia
En 1976 la Diputación de Tarragona creó el Museo de Arte Moderno con la intención de conservar y mostrar el patrimonio artístico de esta Institución. Las colecciones de la Diputación, propiamente, se habían iniciado a principios de los años sesenta, cuando se adquirieron a las hermanas del escultor Julio Antonio todas las obras que conservaban del artista. A partir de esta fecha, y con el asesoramiento del director de la Escuela de Arte de Tarragona, Lluís M. Saumells, se compraron las colecciones de obras de los escultores Santiago Costa Vaqué y Salvador Martorell Ollé, y las de pintura de Josep Sancho y Piqué.
También desde el año 1943, durante un tiempo anualmente y luego cada dos años, la Diputación de Tarragona convocaba los premios de escultura Julio Antonio y los de pintura Josep Tapiró, y se reservaba la propiedad de las obras premiadas.
El hecho es que la Diputación de Tarragona conservaba un importante patrimonio artístico que no estaba al alcance de la ciudadanía.
En el año 1976, a raíz del traslado de la Escuela Taller de Arte de la antigua sede de la calle Santa Anna a las nuevas dependencias de Sant Pere Sescelades, se dispuso de una parte de la Casa Martí que hasta entonces había acogido la mencionada Escuela, donde, a partir de ese momento, se ubicó el Museo de Arte Moderno de la Diputación de Tarragona.
Casa Martí
La Casa Martí (o Casa Martí i Franques) es una casa señorial del siglo XVIII protegida como un Bien Cultural de Interés Local. Durante el siglo XIX fue una casa pairal de la noble familia Martí Ardenyà.
Edificio de un piso de altura, planta baja y buhardilla. A la fachada principal hay tres niveles de operturas de carácter diferente: en la primera planta hay el portal de acceso con un arco rebajado que hace de puerta; en la segunda planta hay balcones con barandas de hierro; en la tercera planta hay ventanas que están juntas y forman una hilera, éstas terminan en acros de medio punto y ventilan la buhardilla. Tienen un oratorio de estilo neogótico y una cúpula en el salón principal.

## Colecciones

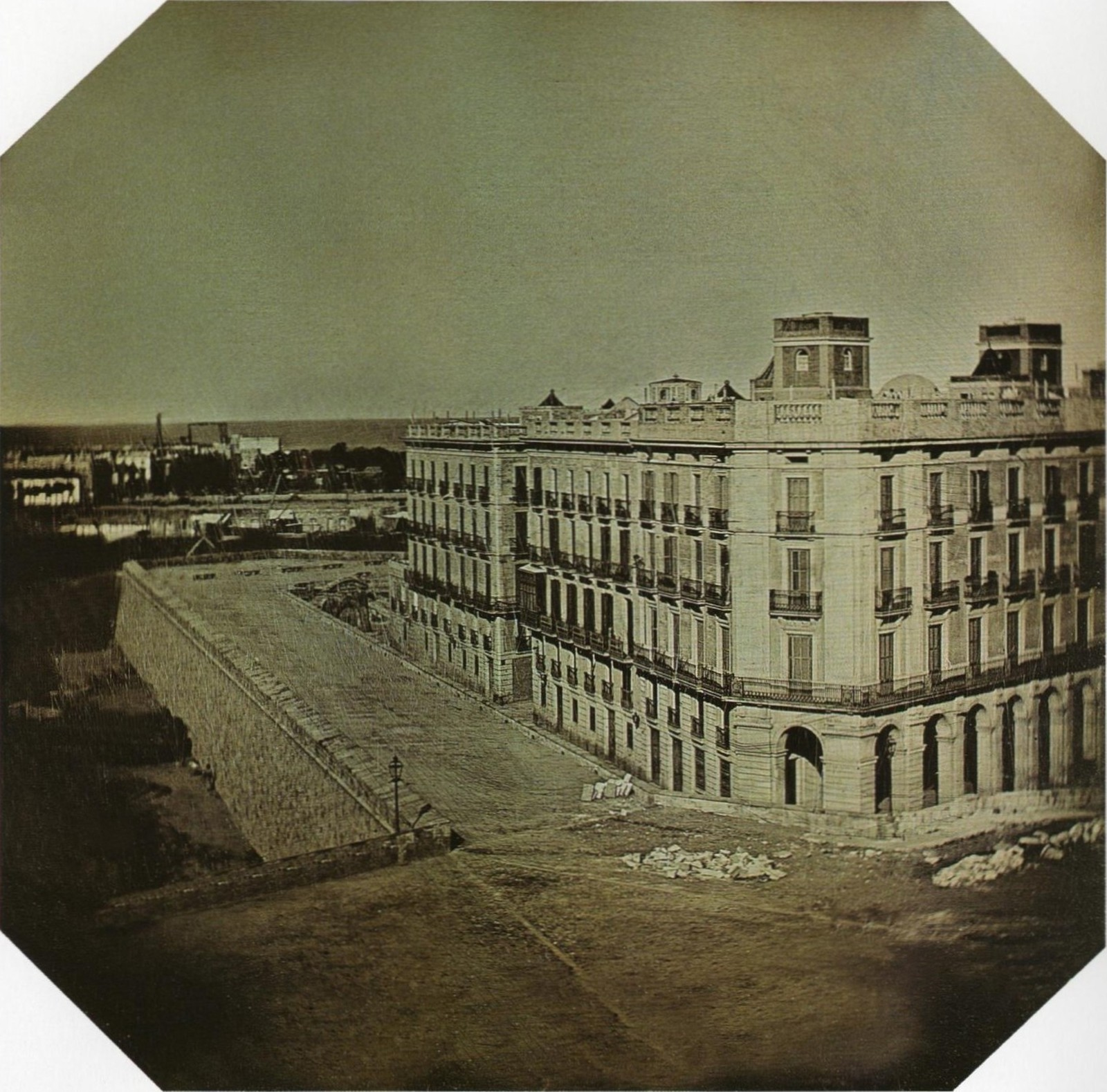
daguerrotipo hecho en España (que se conserva), depositado en el museo

### Miró. Historia de un tapiz
El 27 de septiembre de 1968 Joan Miró firma el dibujo, un primer boceto en que se señalaban las diferentes partes que constituirían el Tapís de Tarragona, para su ejecución por parte de Josep Royo.
Este dibujo fue uno de los gestos que mostraron el agradecimiento del maestro hacia un joven médico, el Dr. Rafael Orozco. Este médico atendió a Maria Dolors Miró, la única hija del artista, la noche de Fin de Año de 1966, cuando fue atropellada por un tren al cruzar el paso de nivel de Mont-Roig del Camp.
Esta fatídica experiencia, y la generosidad del doctor, propiciaron que el coste de los honorarios médicos profesionales no fueran demasiado elevados, si no que éste pidió al artista un cuadro para el nuevo centro de asistencia de la Cruz Roja del que más tarde sería el director.
La respuesta, al cabo de unos meses, fue una pintura como una avanzadilla de un proyecto más ambicioso que abriría una nueva vertiente en la trayectoria de Joan Miró: la realización de un tapiz de grandes dimensiones.
Joan Miró tituló la obra como “Tapís de Tarragona” y se la encargó al joven artista Josep Royo, que había contribuido en la renovación de la Fábrica de Tapices Aymat de Sant Cugat del Vallès, que en un futuro cogerá el nombre de Escuela Catalana de Tapicería.
Ese proyecto fue el inicio de un camino compartido entre Joan Miró y Josep Royo que los lleva a la búsqueda de nuevos espacios para la realización de sus obras conjuntas, como por ejemplo la emblemática Farinera de Tarragona (una fábrica de harina), que entre sus muros se crearan obras de mucha importancia.
Cruz Roja conserva la propiedad del Tapís de Tarragona pero la ha cedido en depósito a la Diputación de Tarragona para ser exhibido en el Museu de Arte Moderno.

### Bronze Nu. Julio Antonio: una vida de escultor
El Museu d’Art Modern de Tarragona recibió en 1968 el legado de una gran parte de la obra del escultor Julio Antonio (Mora d’Ebre, 1889 – Madrid, 1919).
Aunque en la exposición se pueden ver vairas facetas de trabajo de Julio Antonio de quien hay que destacar su labor en la renovación de la escultura en el estado español y su vinculación al movimiento literario de la Generación del 98, el objetivo principal de la muestra es acercar a la ciudadanía de nuestras comarcas y los visitantes en general el Monumento a los héroes de 1811, y realzar la relación existente entre el arte y la sociedad con la que convive.
Hay que decir, también, que la ubicación del monumento – Rambla Nova, en el cruce con las calles Yxart y Cañellas – lo ha convertido en un icono de la ciudad pero, aun así, muchos de los que han hecho suyo este espacio difícilmente nos podrían decir cuatro datos sobre el monumento.

### El Taller y la Escuela, de la República a la democracia
Proclamada a Segunda República en el año 1931, la Generalitat creó un importante proyecto entorno la cultura del país. La creación del Taller – Escuela de Pintura y
Escultura supone la existencia en Tarragona de un centro líder en la formación de artes plásticas.
La propuesta dirigida por Ignasi Mallol y Joan Rebull, junto con los profesores Salvador Martorell, Enric Cristòfol Ricart, Josep M. Capdevila y Rafael Benet, contribuyó a la formación de un gran número de alumnos, algunos de los cuales, como por ejemplo Josep Busquets, Sadurní Garcianguera, M. Teresa Ripoll, Gonzalo Lindín o Enric Pinet, se convirtieron en artistas reconocidos.
La Escuela fue destruida por culpa de los bombardeos que sufrió la ciudad de Tarragona en el decurso de la Guerra Civil.
Poco después de finalizada la Guerra Civil, en el año 1946, la Diputación de Tarragona empieza el proyecto de creación de una Escuela Taller de Arte dirigida a la formación en el campo de las artes aplicadas, vinculada inicialmente a la Escuela del Trabajo de Tarragona.
El escultor Lluís M. Saumells fue el primer director de la Escuela, mientras que el también escultor Salvador Martorell y los pintores Gonzalo Lindín y Sadurní Garcianguera los profesores que iniciaron la enseñanza.
En 1951 la Escuela se estableció en Casa Martí, edificio donde ahora nos encontramos, y que fue la residencia del científico de Altafulla Antoni Martí i Franquès. La Escuela se trasladó, en 1976, a su actual ubicación en la zona de Sant Pere Sescelades.
A lo largo de la vida de este centro docente, hoy Escuela de Arte y Diseño, un gran número de profesionales han formado parte de su cuerpo docente, consiguiendo un amplio prestigio profesional tanto en la docencia como en la creación artística.

### Contemporaneidad. Arte contemporpáneo
La democratización del sistema político que facilitó el desarrollo artístico interno y las relaciones internacionales, así como la intensa comercialización del fenómeno artístico, propiciaron, en los años ochenta, un fuerte desarrollo de las artes plásticas. No obstante, en la última década del siglo el entusiasmo decayó, aunque no el trabajo ni la calidad de los artistas.
La Bienal de arte de la Diputación de Tarragona
Con la Medalla Julio Antonio de escultura y la Medalla Tapiró de pintura, la Diputación de Tarragona instaura, en el año 1944, unos premios para el fomento de la creación artística.
Este galardón tuvo, en sus inicios, carácter anual, pero con el paso del tiempo se ha convertido en la Bienal de Arte que se conoce hoy en día.
La Capilla. Tom Carr
Orden y geometría son elementos constantes en su producción escultórica; formas como el cuadrado, el triángulo y el círculo se presentan en tipologías muy variadas, más o menos frágiles, jugando con los vacíos, el aire y la luz que las penetran y las rodean.
Aqua et tempus, la instalación que se puedes ver, pensada especialmente para el espacio donde está ubicada, es consecuencia de la exposición del mismo nombre que el artista realizó en este museo en 1997. La muestra tuvo un antítesis, Ignis et tempus, que se presentó paralelamente en el museo de Graz.

## Obras destacadas
- La esfinge de Roscoff
- Tapís de Tarragona

## Relación de artistas del museo
- A
  - Jordi Abelló
http://www.jordiabello.com/
  - Katia Acín Monrás
  - Enric Adserà Riba
  - Fidel Aguilar i Marco
  - Emili Albadalejo Pardo
  - Joan Alberich i Rión
  - Rosalía Albesa
  - Antonio Alcàsser Chejab
  - Artur Aldomà Puig
  - Salvador Arias Alibau
  - Josep Altadill Jarque
  - Carles Altadill
  - Nicolás Amate Lozano
  - J. Amigó
  - Carles Amill i Ferrari
  - Xavier Amorós
  - Francesc Anglès i García
  - Amadeu Anguera
  - Joan Antó
  - Atsuko Arai
  - Ferran Arasa i Subirats
  - Daniel Argimón
  - Margarida Aritzeta
  - Eduardo Arranz Bravo
  - José María Aventín
  - Rosa Aymamí Fortuny
  - Aymamí Joan
  - Adolfo Aymerich Ollé
  - Alexandre Ayxendri Martí

- B 
  - Josep Badia
  - Luis Bagaría
  - David Baixas
  - Francisco Baixauli
  - Ismael Balanyà Moix
  - Josep-Maria Balanyà
  - Baltard
  - F. Baringola
  - Nil Bartolozzi Aymamí
  - Rafael Bartolozzi Lozano
  - Pere Batalla Xatruch
  - Amalia Batalla
  - Nuria Batlle
  - Baugeau
  - Pilarín Bayès i de Luna
  - Joan Carles Bayod Serafini
  - Erwin Bechtold
  - José Benet Espuny
  - M.A. Benoist
  - Stefano Berconi
  - Josep Bestit Carcasona
  - Lluís Birchall
  - Béatrice Bizot
  - Irene Blymen von
  - Robert Bofarull
  - F. Boing
  - Jordi Borràs Fa
  - Josep Ramon Borrell Garciapons
  - Peter Bosch
  - Josep M. Brull Pagès
  - Buigues
  - Josep Burdeus i Seritjol
  - Zoraida Burgos i Matheu

- C
  - Pere Calderó Ripoll
  - Àlvar Calvet Castells
  - Dolors Calvo
  - Camacho
  - Eva del Campo
  - Josepa Canyelles
  - Josep Cañas
  - Marc Caparó
  - Manuel Capdevila i Massana
  - Tom Carr
  - Ramon Carreté Móra
  - José Casado del Alisal
  - Ramon Casals Vernis
  - Joan Casals
  - Esteve Casanoves
  - Marià Casas Hierro
  - Enric Casasses
  - J. Castell
  - Joan Castells Martí
  - Carmen Castillo Moriano
  - Rafael Català Alcon
  - Francesc Català Roca
  - P. Català
  - Joan Cavallé
  - María Ceniceros
  - Josep - Jep Cerdà Farré
  - Jordi Cervera i Nogués
  - Ricard Cerveto
  - Joaquim Chancho Cabré
  - Adrià Chava
  - Mari Chordà
  - Sonia Ciscato
  - Josep Cisquella Passada
  - Rosa Ciurana
  - Manuel Clemente Ochoa
  - Victòria Climent
  - Gemma Clofent
  - Esperanza Cobo
  - Rosa Codina Esteve
  - Josep M. Codina
  - Claude Collet
  - Domènec Corbella LLobet
  - Ramón Cornadó
  - Roberto Coromina
  - Montserrat Cortadellas
  - Santiago Costa Vaqué
  - Glòria Cot
  - Leandre Criatòfol i Peralba
  - Juan Cruz-Plaza
  - Empar Cubells
  - Alfredo Cuervo Pando
  - Daniel Cuervo Pulido
  - Modest Cuixart i Tàpies
  - Joan Cunillera Artigal
  - David Curto

- D
  - Manresa Dalmau
  - B.V.T. Davies
  - Maria Gràcia de la Hoz Roch
  - Lluís Delclòs Belveny
  - Margot Diez
  - Maria Àngels Domingo Laplana
  - F. Domingo
  - Petr Dvorak

- E 
  - F. Enríquez
  - Juan Jesús Enríquez
  - Jordi Erola Cañellas
  - Lamberto Escaler i Milà
  - Paulo Escobar-Elorza
  - Leonardo Escoda
  - Pep Escoda
  - Valldepérez Roberto Escoda
  - Escola taller d'Art Tarragona
  - Xavier Escribà
  - Tomàs Esplugues
  - Francesc Espriu Puigdollers
  - Joaquim Espuny
  - Ricard J. Estivill de Llorach

- F
  - Llàtzer Fabà
  - Sebastián Fabra
  - Ester Fabregat
  - A. Fabrés
  - Pere Falcó i Golondrina
  - Carles Fargas
  - M.C. Felip
  - Apel·les Fenosa i Florensa
  - José Antonio Fernández Albero
  - Rubén Fernández Heras
  - Ramon Ferran Pagès
  - Antoni Ferran
  - Ester Ferrando Casas
  - Sefa Ferré Alsina
  - Josep Ferré Revascall
  - Ferrer Vallbona
  - Encarna Ferrer
  - Tito Figueras
  - Rodolf Figuerola Bargalló
  - Paquita Figuerola
  - Filella
  - José Luís Florit Rodero
  - Miquel Fluyxench
  - Magda Folch Solé
  - Pere Folch
  - Ana Font
  - Luis Fontmunté
  - Emili Fontobona Ventosa
  - Maite Fonts
  - Jordi Forniés
  - Pascual Fort Pascual
  - Mariano Fortuny Marsal
  - Agustín Fortuño
  - Mario Fournier
  - Guillem Fresquet

- G
  - Júlia Galán
  - Narcís Galià i Adell
  - J. Emilio Gallardo
  - Bruno Gallart Pardo
  - Francesc Galofré Oller
  - Sadurní García Anguera
  - Sadurní García Anguera
  - Manuel García de Buciños
  - Francesc García Estragués
  - Miquel García Membrado
  - Juli Garola Monné
  - Joe Garriga
  - Pau Gavaldà
  - Elisabeth Giesler
  - Diego Gil Moreno de Mora
  - José María Gil Moreno de Mora
  - Cristina Gil
  - Regina Giménez
  - Josefina Giraldo
  - Narcís Gironell i Oliveres
  - Teresa Gironès
  - Asunción Goikoetxea
  - A. Golz
  - Ferran Gomà
  - Teresa Gómez
  - Montse Gomis
  - Antonio Gonzalo Lindín
  - Isabel Granollers
  - Pere Grimau
  - Antoni Guansé Brea
  - Gabriel Guasch
  - Hortensi Güell Güell
  - Eloi Guerra
  - Guillamet
  - Antoni Guri
  - Albert Gusi i Las

- H
  - Justo Heras
  - Hernández BecerraGustavo
  - Vanessa Hernández
  - José Herrero Caba
  - Gerold Hirn
  - Simone Hompel ten
  - René Hora

- I
  - Alicia Ibarra
  - Josep M. Icart Espallargas
  - Leopoldo Irriguible Celorrio

- J
  - J. Ramón Moreno
  - Daniel du Janerand
  - LLuís Jiménez Roig
  - Marisa Jorba Nadal
  - Salvador Juanpere
  - Ramon Juncosa Roselló

- L
  - Alexandre de Laborde
  - Joan Lahosa Valimaña
  - Genaro Lahuerta López
  - Pilar Lanau
  - Teresa Lanceta
  - David Latorre Jubero
  - Antonio Latre
  - Marie Pierre Lecoufle
  - François Ligier
  - Alexandra Lisboa
  - Teresa Llàcer
  - Manel Llauradó
  - Enric Llevat
  - Adam Llop
  - Carme LLop
  - Jordi Llort Figuerola
http://www.llortfiguerola.com/
  - Juan José López Martínez
  - Rafael López-Monné
  - Ramiro Lorenzale Rogent
  - Lorieux
  - José Fernando Lozano Serrano
  - Julián Lozano Serrano

- M
  - Albert Macaya
  - Florita Maceronski Cantemir
  - Enrique Madorran
  - Bety Majernikova
  - Georges Malbeste
  - Ignasi Mallol Casanovas
  - Francisco Mallol Hungría
  - Ignasi Mallol Pibernat
  - Acisclo Manzano
  - Sergi Marcos
  - Manel Margalef
  - Rosa Marias
  - Àngel Martí Borras
  - Dani. Martín Peña LEINA BRAWN
  - Fernando Martínez Checa
  - Ivan Martínez Fierro(IVAN)
  - Manuel Martínez Hugué
  - Ángel Martínez Lanzas
  - Francesc Martínez
  - M Martínez
  - Salvador Martorell Ollé
  - J. Martorell
  - Antoni Mas
  - P. Mas
  - Cinta Mata
  - Frederic Mauri
  - Leandro Mbomio
  - José Medina Galeote
  - Nicolás Mejía Marquez
  - Bruno Merteno
  - Susan Merteno
  - Blai Mesa Rosés
  - Rufino Mesa
  - Mariola Messeguer
  - M. Dolors Mezquida Sanz
  - Mariona Millà
  - Joan Miró
  - Julio Moisés Fernández de Villasante
  - Manuel Molí Torrelles
  - José María Morató
  - P. Morell
  - Luis Moret Arbex
  - Hedy Moser
  - Rudolphe Moser
  - Moulinier
  - Maria Moutas
  - Aurèlia Muñoz
  - Gloria Muñoz
  - Isaac Muñoz
  - Javier Muro Sanz de Galdeano

- N
  - Navarro Sorigué
  - Toni Navarro
  - Magy Nicaud
  - Josep -José Alvárez Niebla Niebla
  - Ramón Noè Hierro
  - José Nogué i Massó
  - José Nogué Rovira
  - José Nogué Vallejo

- O
  - Joan Odena
  - Roser Oduber Muntañola
  - Tomás Olivar Duro
  - José Olivé Sastre
  - Ceferino Olivé
  - Elisa Olivé
  - Jacinto Oliver
  - Ricard Opisso Sala
  - Carlos Ortega Papaseit
  - M. Ortega Ruiz
  - Sergio Ortíz Guarnido
  - Antonio Ortiz Salas
  - P. Ortiz
  - Sergio Ortiz
  - Ramón Oteo

- P
  - Amadeu Pallarès Lleó
  - F. Palmegiani
  - Tomàs Palos Redondo
  - Maria Claustre Panades
  - Joan Panisello
  - Alfonso Parra Domínguez
  - Lucrecia Pascual
  - Perico Pastor
  - Joan Paton
  - Miquel Paton
  - Antoni Pedrola Font
  - Jesús Pedrola Gil
  - Agustí Penadés López
  - Pedro Peña Gil
  - Manuel Pérez Bonfill
  - Lídia Pérez Requena
  - Iago Pericot Canaleta
  - Josep Perpiñà i Citoler
  - Ruudt Peters
  - Marcel Pey
  - Vanessa Pey
  - Xavier Pié
  - Laura Pinet Fort
  - Enric Pinet Pàmies
  - Josep Piqué
  - Joan Baptista Plana Pujol
  - Fèlix Plantalech i Batlle
  - Cristina Plaza
  - Àngel Pomerol Sánchez
  - Joan Ponç Bonet
  - Granollers Ponç
  - Alfred Porres
  - Miguel Pueyo Ibañez
  - Dolors Puigdemont
  - Diego Pujal Laplagne
  - Josep Pujol Montané
  - Sara Pujol

- Q
  - Lluc Queralt Baiges
  - Jaume Queralt Ventura
  - Pere Queralt
  - Agustí Querol i Subirats
  - Manuel Quintana Martelo
  - Ana Quiroga

- R
  - Joan Rabat
  - Juan Ramírez
  - Jordi Ramos Rufas
  - Maria Assumpció Raventós
  - Reville
  - Josep Ribot Clape
  - Iñaki Rifaterra
  - Núria Rion Virgili
  - Antònia Ripoll
  - M.Teresa Ripoll
  - Manolo Ripollés
  - Jaume Rocamora
  - Vicent Rodes
  - Jean Pierre Rodrigo
  - Julio Antonio Rodríguez Hernández
  - Juan Luis Rodríguez Quintana
  - Francesc Roig i Queralt
  - Francesc Roig Zárate
  - Albert Roig
  - Josep Ramon Roig
  - Joan Rom
  - Francisco Román Méndez
  - Rafael Romero
  - José Luis Rosado
  - Josep M. Rosselló
  - Tomàs Roures Saura
  - Josep Royo
  - Martí Royo
  - Mariano Rubio Martínez
  - Sonia Ruiz de Arkaute
  - AureliRuiz

- S
  - Francesc Sabater i Margalef
  - Fernando Antonio Sacramento Antolí-Candela Piquer
  - Estela Saez Vilanova
  - Josep Sala LLorens
  - Enrique Lorenzo Salazar
  - Josep Salmerón Borràs
  - Isabel Saludes
  - Josep Salvadó Jassans
  - Jacint Salvadó
  - Ana Sánchez
  - Federico Sancho Gómez
  - Josep Sancho Piqué
  - Maria Teresa Sanromà
  - Rafael Santos Torroella
  - Jordi Sarrà Rabascall
  - Gisbert Satch
  - Lluís M. Saumells
  - Schroeder
  - A. Scotto
  - Jordi Secall Roure
  - Josep Segú Corbella
  - Roser Sellés Vellvé
  - Francesc Sempere i Fernández de Mesa
  - Eusebi Sempere
  - Josep Serra Llimona
  - R. Serra
  - Simone Simons
  - Jaume Solé Magrinyà
  - Jordi Solé
  - Quim Solé
  - A. Soler Pedret
  - Ferran Soriano
  - Inocenci Soriano-Montagut i Ferré
  - Kristýna Spanihelová
  - Barbara Stammel
  - John Style
  - Josep M Subirachs
  - Andreu Subirats
  - Josep Sugranyes Llorach
  - Enric Sullà i Alvàrez
  - Magí Sunyer

- T
  - Antoni Tàpies i Puig
  - Joan Tapiol Barberà
  - Josep Tapiró Baró
  - Taplening
  - Joan Josep Tharrats i Vidal
  - Evelio Tieles Ferrer
  - Francesc Todó García
  - Saul Tolmo
  - Antoni Torrell i Camps
  - Torres de Marcillo
  - Antoni Torres Fuster

- V
  - Eduard Valderrey
  - Claude Valery
  - Jordi Vallès Ferré
  - de Valverde
  - Alicia Vela
  - Gerard Vergés i Príncep
  - Marie-France Veyrat
  - Francesc Vidal Vives
  - Eduardo Vidal
  - Pere Vidiella i Simó
  - LLuís Vilà i Vendrell
  - Antonia Vila
  - Antoni Viladomat i Manalt
  - Josep Vilalta
  - Pedro Vilarroig
  - Carles Vilella
  - Lluís Vives
  - Màrius Vives
  - Agustí Vizcarro Mateu
  - Juan Salvador Voltas

- X
- Olga Xirinachs